# Le Breuil-sur-Couze
Le Breuil-sur-Couze är en kommun i departementet Puy-de-Dôme i regionen Auvergne-Rhône-Alpes i centrala Frankrike. Kommunen ligger i kantonen Saint-Germain-Lembron som tillhör arrondissementet Issoire. År 2022 hade Le Breuil-sur-Couze 1 030 invånare.

## Befolkningsutveckling
Antalet invånare i kommunen Le Breuil-sur-Couze
| Referens: INSEE |